# Mikia punctocincta
Mikia punctocincta là một loài ruồi trong họ Tachinidae.